# Corna Imagna
Corna Imagna ist eine italienische Gemeinde (comune) in der Provinz Bergamo in der Region Lombardei mit 916 Einwohnern (Stand 31. Dezember 2023).

## Geographie
Corna Imagna liegt 15 km nordwestlich der Provinzhauptstadt Bergamo und 50 km nordöstlich der Metropole Mailand.
Die Nachbargemeinden sind Blello, Val Brembilla, Fuipiano Valle Imagna, Locatello, Rota d’Imagna und Sant’Omobono Terme.